# 泽当街道
泽当镇，是中华人民共和国西藏自治区山南市乃东区下辖的一个乡镇级行政单位。

## 行政区划
泽当镇下辖以下地区：
泽当社区、乃东社区、结沙社区、郭沙社区、赞塘社区和金鲁社区。

## 交通
- 349国道